# Friedrich Niebergall
Friedrich Niebergall, född 20 mars 1866, död 20 september 1932, var en tysk teolog.
Niebergall blev professor i praktisk teologi i Heidelberg 1908 och i Marburg 1922. Av Niebergalls efter religionsvetenskaplig metod upplagda arbeten märks Wie predigen wir dem modernen Menschen (3 band, 1918-19), Der neue Religionsunterricht (4 band, 1926-30). Niebergall utgav även Praktisch-theologische Handbibliothek.